# ヘカトンケイル
ヘカトンケイル（古希: Ἑκατόγχειρ、古代ギリシア語ラテン翻字: Hekatónkheir、ラテン語: Hecatoncheir）は、ギリシア神話に登場する3人の巨人である。複数形は ヘカトンケイレス（古希: Ἑκατόγχειρες、古代ギリシア語ラテン翻字: Hekatónkheires、ラテン語: Hecatoncheires）。その名は百の手を意味し、五十頭百手の巨人の姿をしているとされる。ラテン語では「ケンティマヌス (Centimanus)」と呼ばれる。

## 概要
ヘカトンケイルはウーラノスとガイアの息子のコットス、ブリアレオース（別名アイガイオーン）、ギューゲース（またはギュエースないしギュアース）の三兄弟である。
ヘカトンケイルたちはその奇怪な姿故に父ウーラノスによって大地の奥底（タルタロス）に投げ込まれた。その後、クロノスにより一時救出されるが暴君と化したクロノスにより再びタルタロスに幽閉される。ティーターノマキアーの際、ガイアの勧めによりゼウスはこの三人を助け出した。そのため、ヘカトンケイルたちは、ティーターンと戦い、無数の剛腕で多数の巨石を敵に投げ付けてゼウスたちを支援した。勝利後はタルタロスに幽閉されたティーターンの監視に就いた。
その後、ヘーラー、ポセイドーン、アテーナー（とアポローン）が結託し、ゼウスに謀反を起こした際にはテティスの依頼でブリアレオースがゼウスを守ろうとしたこともあり、そのため彼のみタルタロスの監視の任を免じられたともいわれる。